# Saint Prépuce

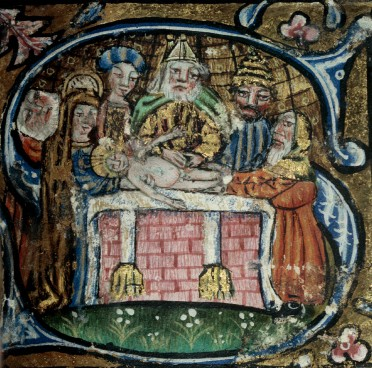
Circoncision de Jésus. Missel, vers 1460. Bibliothèque du Patrimoine de Clermont Auvergne Métropole.

Le Saint Prépuce (en latin Sanctum Praeputium) — également appelé « Sainte Vertu » (Sancta Virtus) ou « Saint Vœu » — est le nom donné à différentes reliques relatives au prépuce issu de la circoncision de Jésus de Nazareth. À l'instar de plusieurs reliques corporelles du Christ — comme son cordon ombilical ou ses dents de lait — sa détention a été revendiquée par plusieurs lieux de culte chrétiens, particulièrement dans l'Occident médiéval. 

## Contexte théologique et historique

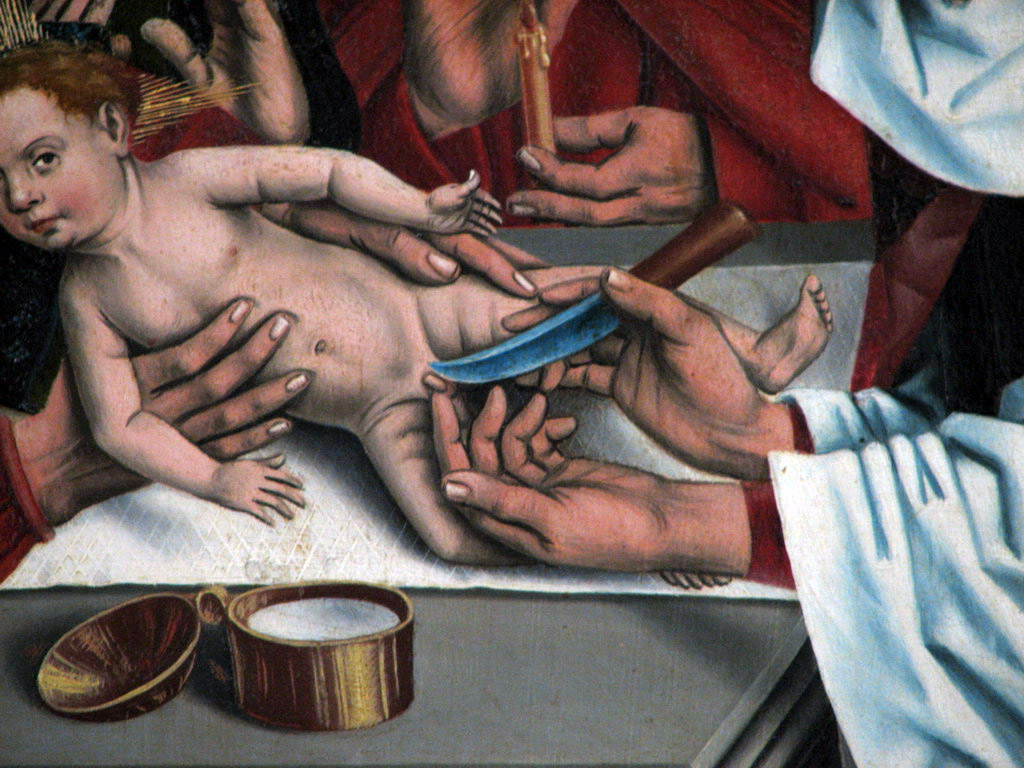
Circoncision de Jésus sur le retable des douze Apôtres de Friedrich Herlin de Nördlingen, 1466.

D'une manière générale, le culte des reliques relatives à la vie de Jésus débute dans le premier quart du IVe siècle avec l'excavation du tombeau supposé de Jésus sur l'ordre de l'empereur Constantin, avec laquelle coïncide peut-être l'invention de la « vraie Croix », attribuée par la tradition à sa mère Hélène.
Dans le judaïsme, de manière quasi ininterrompue depuis l'Antiquité et par fidélité à un commandement biblique, l'ablation du prépuce est pratiquée sur le garçon nouveau-né huit jours après sa naissance dans une cérémonie au cours de laquelle il reçoit son nom hébreu. En tant que Juif, Jésus a ainsi vraisemblablement été circoncis, ainsi que le laissent entendre plusieurs passages du Nouveau Testament. Mais l'idée que le prépuce de Jésus ait été conservé, et que, de plus, il aurait été transmis à travers les âges n'a aucun caractère de vraisemblance historique puisque, selon la coutume, le prépuce est enterré après l'opération. Cela n'a pas échappé même à la piété naïve du Moyen Âge, et explique le succès très variable des différentes tentatives faites ici et là pour faire croire en sa possession. 
Ainsi l'abbaye de Conques n'a réussi à devenir un centre de pèlerinage qu'après avoir récupéré à Agen les reliques de la jeune martyre Sainte Foy : son prétendu Saint Prépuce n'intéressait personne. Cependant, dans le doute sur l'authenticité de ce genre de reliques, il était hors de question de les détruire, et cela explique leur multiplicité.

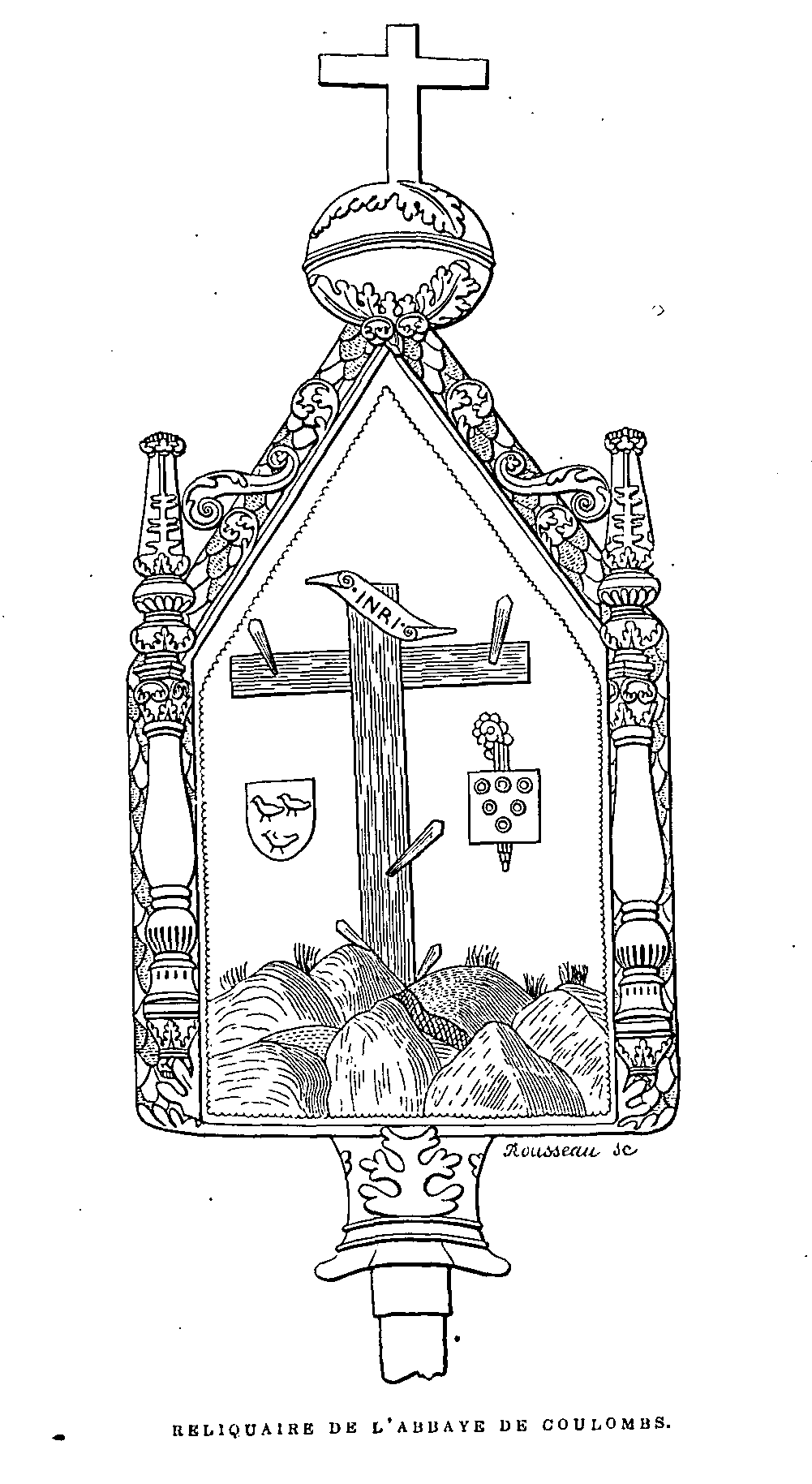
Vue du revers du reliquaire de Coulombs.

À l'abbaye de Coulombs, une croyance locale prêtait au Saint Prépuce le pouvoir d'apporter la fécondité aux femmes stériles et un accouchement sans difficulté aux femmes enceintes. Alors que Catherine de Valois était enceinte en 1421, son mari, le roi Henri V d'Angleterre, à qui une bulle du pape Martin V accordait le privilège de pouvoir déplacer les reliques, fit emprunter et apporter à son épouse, en Angleterre, le Saint Prépuce de l'abbaye de Coulombs. La relique fut ensuite renvoyée en France et exposée à la Sainte-Chapelle, à Paris. Les moines bénédictins de Coulombs durent s'adresser en 1427 à Jean de Lancastre 1er duc de Bedford, régent du jeune Henri VI, pour la faire transférer à l'abbaye Saint-Magloire de Paris, puis en 1441 au roi de France Charles VII pour en reprendre possession, sans toutefois pouvoir lui faire quitter Paris. C'est Jean Lamirault, abbé de Coulombs de 1442 à 1446, qui fit revenir la relique à Coulombs.
Face à la revendication de plusieurs églises de posséder la vraie relique, le Vatican décréta au XIVe siècle que le Saint Prépuce authentique était conservé dans la basilique Saint-Jean-de-Latran à Rome. Au XXe siècle, le rationalisme historique et le manque de confiance en cette relique douteuse et superstitieuse conduisirent en 1900 le pape Léon XIII à interdire, sous peine d’excommunication, de parler du Saint Prépuce.

## Lieux de conservation

### Moyen Âge
Au Moyen Âge, il y eut jusqu'à quatorze « Saints Prépuces » conservés dans diverses villes européennes et généralement mêlés à des collections de reliques du même genre : dents de laits de l'Enfant Jésus, Saint ombilic.
La première trace d'une relique du Saint Prépuce est celle qui aurait été donnée au pape Léon III par Charlemagne lors de son couronnement, le 25 décembre 800. On raconte aussi qu'un ange le lui avait apporté pendant qu'il priait devant le Saint-Sépulcre (alors qu'il n'a jamais quitté l'Europe). Une autre tradition en fait un cadeau de mariage offert par l'Impératrice de Byzance, Irène l'Athénienne. Le pape l'aurait placé dans le Sancta sanctorum de la Basilique de Latran à Rome avec d'autres reliques. Il s'agit dans tous les cas de légendes tardives dont aucune ne s'appuie sur un document d'époque carolingienne.
En plus de Rome, d'autres lieux ont prétendu détenir le Saint Prépuce : en Espagne, Saint-Jacques-de-Compostelle ; en Allemagne, Hildesheim ; en Belgique, Anvers ; en France Metz, Besançon, Langres, Fécamp, Chartres, ainsi que Coulombs qui se trouve aussi dans le diocèse de Chartres ; la cathédrale du Puy-en-Velay, le monastère de Conques, l'église de Charroux (où l'on faisait également remonter la donation de cette relique à Charlemagne) et l'église de Vebret. 
Voltaire, dans son Dictionnaire philosophique, y ajoute Compiègne, mais il se trompe, car la relique qui était conservée au monastère Saint-Corneille de Compiègne n'était que le couteau qui aurait servi à opérer la circoncision de Jésus. On avait de même à l'église romaine de San Jacopo in Borgo la pierre sur laquelle l'Enfant avait été circoncis .
Une autre liste allemande y ajoute l'Abbaye d'Andechs en Bavière (et le Quid Clermont, mais apparemment par confusion avec un morceau du Saint ombilic qui y était conservé).

### Situation actuelle

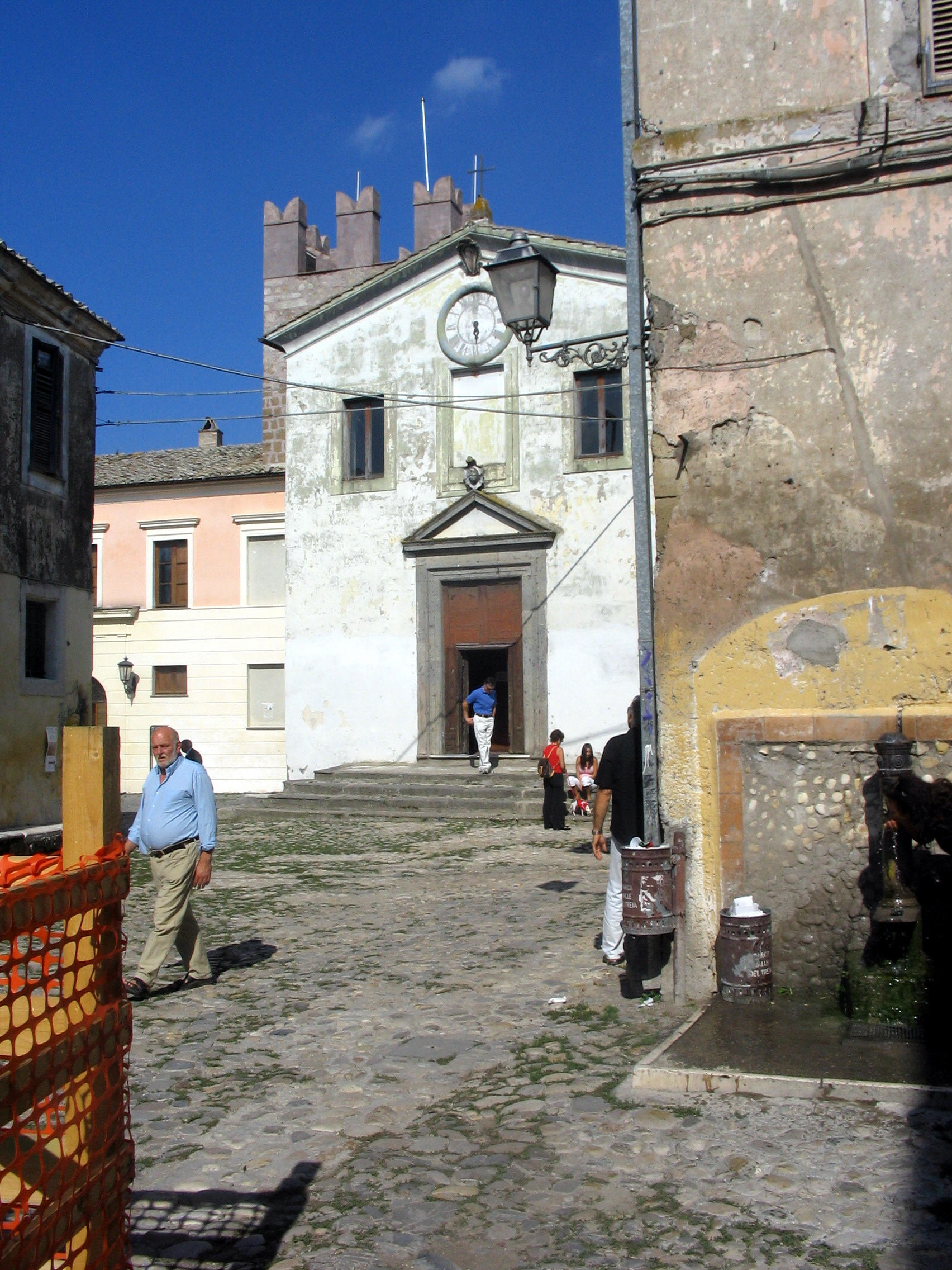
Église Santissimo Nome di Gesù (du Très Saint Nom de Jésus) à Calcata.

Le village italien de Calcata mérite une mention spéciale. En 1557, on y aurait découvert le Saint Prépuce, volé trente ans auparavant par un lansquenet allemand lors du sac de Rome de 1527. Jusqu'en 1983, une procession où l'on vénérait ce Saint Prépuce parcourait les rues du village le 1er janvier, jour où selon une tradition, qui n'est pas antérieure au VIe siècle, Jésus aurait été circoncis. Mais des voleurs s'emparèrent du reliquaire en décembre 1983; les processions à Calcata exposent depuis un reliquaire vide. Ce vol a fait naître différentes thèses complotistes : le vol remonterait aux Nazis ; le Saint Prépuce aurait été vendu par le prêtre de l'église de Calcata ; la relique aurait été soustraite par le Vatican pour éviter qu'elle ne fasse l'objet d'une datation par le carbone 14.
Il ne semble plus y avoir d'autres Saints Prépuces en Italie ; celui d'Anvers a disparu en 1566 ; mais il reste en France ceux de Conques et de Vebret.

## Échos suscités par le Saint Prépuce
Périodiquement le thème de cette relique a été agité pour tourner en dérision certains aspects du catholicisme. 
- Jean Calvin dans son Traité des reliques (1543) se demande comment le prépuce de Jésus a pu être conservé, et surtout comment il peut se trouver à la fois à Charroux et à Rome[25].

- Voltaire, dans son Traité sur la tolérance (1763), s'est moqué de la vénération du Saint Prépuce, la considérant toutefois comme une superstition moins dangereuse que de détester et de persécuter son prochain. Dans son Dictionnaire philosophique (1764), à l'article « Prépuce », il remarque plus simplement « qu'il y a peut-être un peu de superstition dans cette piété mal entendue ».

- Le libre penseur Collin de Plancy note en 1821 que les évêques catholiques eux-mêmes étaient parfois critiques ; il rapporte une anecdote où Gaston de Noailles, évêque-comte de Châlons-sur-Marne de 1695 à 1720, sous la Régence, fit expertiser, puis détruire un Saint Prépuce conservé à la collégiale de Notre-Dame-en-Vaux. Mais il se trompe, car il s'agissait d'un saint nombril[26], comme il le note lui-même l'année suivante[27].

- Les libres-penseurs G. W. Foote et J. M. Wheeler, dans leur ouvrage Crimes of Christianity ("Les crimes du christianisme"), en 1887, rapportent une fable extravagante, selon laquelle un auteur catholique, Leone Allacci (1586-1669), aurait même écrit un traité Sur le Prépuce de Notre-Seigneur Jésus-Christ, destiné à démontrer que, lors de son Ascension, Jésus aurait vu son prépuce, monté au ciel avec lui, donner naissance aux anneaux de la planète Saturne, découverts en 1610[28] ; il n'existe aucun texte connu sur ce thème dans les œuvres de Leone Allacci[29].
- Roger Peyrefitte, dans son roman Les Clés de saint Pierre (1955), consacre un chapitre savoureux (le chapitre V de la quatrième partie) au procès-verbal d'une supposée séance de la congrégation du Saint-Office relative à l'opportunité de "remettre en lumière la dévotion du Saint Prépuce".

- Baudolino, dans le roman homonyme d'Umberto Eco paru en 2000, prétend avoir vu à Rome le Saint Prépuce et le Saint ombilic en compagnie de Frédéric Barberousse.

- Dans le roman La maledizione di Cristo de l'auteur italien Alessandro Scannella (en 2006), le chercheur en génétique Dionisio De Santis, en possession du Saint Prépuce, décide de cloner Jésus-Christ dans un laboratoire caché dans les caves du Vatican[30].

- En 2007, ce type de relique a fait l'objet de divers canulars obscènes[31], répercutés en particulier dans un article du The Guardian reproduit dans Courrier international[32].

## Iconographie de la circoncision de Jésus
L'iconographie de la circoncision de Jésus se confond souvent avec celle de sa présentation au Temple[réf. nécessaire].
Les artistes-peintres suivants ont traité de ce thème chrétien dans leurs œuvres :
- Rubens, retable du maître-autel, église du Gesù et des Saints Ambroise et André, centre de Gênes
- Maître des Scènes de la vie de la Vierge, Vénitien du XVe siècle au musée du Louvre de Paris
- Benvenuto Tisi ou Il Garofalo (XVIe siècle), Circoncision (1519) au Musée du Louvre de Paris[33]
- Le Guerchin, La Circoncision, 1646, musée des Beaux-Arts de Lyon
- Federico Barocci (XVIe siècle)
- Andrea Boscoli au Duomo di Fermo
- Friedrich Herlin, Circoncision de Jésus sur le Retable des douze apôtres (1466), maître-autel de l'église Saint-Jacques de Rothenburg ob der Tauber,
- Le Triptyque des Offices d'Andrea Mantegna contient un panneau représentant en même temps la Circoncision et la Présentation au temple.

### Filmographie
- Enquête sur le Saint Prépuce, documentaire 2014, États-Unis/Italie, réalisé par Edward Dallal & Bram Megellers et diffusé sur Arte le 22 août 2014 (enquête menée par le journaliste américain David Farley).